# Copa de Suazilandia
La Copa de Suazilandia, conocida como Swazi Bank Cup por razones de patrocinio, es el segundo torneo de fútbol a nivel de clubes más importante de Suazilandia, se disputa desde 1980 y es organizado por la Federación de Fútbol de Suazilandia.

## Formato
Es un torneo de eliminación directa en el que todos los equipos del país pueden participar.
El equipo campeón clasifica para la Copa Confederación de la CAF.

## Palmarés
| Temporada | Campeón                       | Resultado        | Finalista                    |
| --------- | ----------------------------- | ---------------- | ---------------------------- |
| 1980      | Bulembu Young Aces            |                  |                              |
| 1981      |                               |                  |                              |
| 1982      | Bulembu Young Aces            |                  |                              |
| 1983      | Mbabane Highlanders           |                  |                              |
| 1984      | Manzini Wanderers             |                  |                              |
| 1985      | Mbabane Highlanders           |                  |                              |
| 1986      | Mbabane Swallows              |                  |                              |
| 1987      | Moneni Pirates (Manzini)      |                  |                              |
| 1988      | Moneni Pirates (Manzini)      |                  |                              |
| 1989      | Denver Sundowns (Manzini)     |                  |                              |
| 1990      | Mbabane Highlanders           |                  |                              |
| 1991      | Denver Sundowns (Manzini)     |                  |                              |
| 1992      | Denver Sundowns (Manzini)     | 2 - 0            | Royal Leopards (Simunye)     |
| 1993      | Eleven Men in Flight (Siteki) | 2 - 1            | Denver Sundowns (Manzini)    |
| 1994      |                               |                  |                              |
| 1995      | Mhlambanyatsi Rovers          |                  |                              |
| 1996      | Eleven Men in Flight (Siteki) |                  |                              |
| 1997      | Mbabane Highlanders           |                  |                              |
| 1998      |                               |                  |                              |
| 1999      | Mbabane Highlanders           |                  |                              |
| 2000      | Mhlume United                 |                  |                              |
| 2001      | Eleven Men in Flight (Siteki) | 1 - 1 (4-3 pen.) | Mbabane Swallows             |
| 2002      | Eleven Men in Flight (Siteki) |                  |                              |
| 2003      |                               |                  |                              |
| 2004      | Green Mamba (Simunye)         | 5 - 1            | Denver Sundowns (Manzini)    |
| 2005      | Hub Sundowns                  | 2 - 0            | Malanti Chiefs (Pigg's Peak) |
| 2006      | Mbabane Swallows              | 1 - 0            | Malanti Chiefs (Pigg's Peak) |
| 2007      | Royal Leopards                | 1 - 0            | Manzini Sundowns             |
| 2008      | Malanti Chiefs (Pigg's Peak)  | 2 - 1            | Royal Leopards               |
| 2009      | Mbabane Highlanders           | 2 - 1            | Manzini Wanderers            |
| 2010      | Mbabane Highlanders           | 1 - 0            | Umbelebele Jomo Cosmos       |
| 2011      | Royal Leopards                | 4 - 3            | Mhlambanyatsi Rovers         |
| 2012      | Green Mamba                   | 3 - 1            | Mbabane Highlanders          |
| 2013      | Mbabane Swallows              | 5 - 3            | Malanti Chiefs               |
| 2014      | Royal Leopards                | 3 - 1            | Young Buffaloes              |
| 2015      | Moneni Pirates                | 2 - 0            | Manzini Wanderers            |
| 2016      | Mbabane Swallows              | 2 - 1            | Green Mamba (Simunye)        |
| 2017      | Young Buffaloes               | 2 - 0            | Matsapha United              |
| 2018      | Young Buffaloes               | 2 - 1            | Manzini Wanderers            |
| 2019      | Young Buffaloes               | 1 - 0            | Royal Leopards               |

## Títulos por club
| Club                      | Ciudad        | Campeón | Años campeón                             |
| ------------------------- | ------------- | ------- | ---------------------------------------- |
| Mbabane Highlanders       | Mbabane       | 7       | 1983, 1985, 1990, 1997, 1999, 2009, 2010 |
| Eleven Men in Flight      | Siteki        | 4       | 1993, 1996, 2001, 2002                   |
| Mbabane Swallows          | Mbabane       | 4       | 1986, 2006, 2013, 2016                   |
| Manzini Sundowns (Denver) | Manzini       | 3       | 1989, 1991, 1992                         |
| Young Buffaloes           | Mbabane       | 3       | 2017, 2018, 2019                         |
| Royal Leopards            | Simunye       | 3       | 2007, 2011, 2014                         |
| Moneni Pirates            | Manzini       | 3       | 1987, 1988, 2015                         |
| Bulembu Young Aces        |               | 2       | 1980, 1982                               |
| Green Mamba               | Matsapha      | 2       | 2004, 2012                               |
| Manzini Wanderers         | Manzini       | 1       | 1984                                     |
| Juventus Kvaluseni        |               | 1       | 1994                                     |
| Mhlambanyatsi Rovers      | Mhlambanyatsi | 1       | 1995                                     |
| Mhlume United             | Mhlume        | 1       | 2000                                     |
| Hub Sundowns              |               | 1       | 2005                                     |
| Malanti Chiefs            | Piggs Peak    | 1       | 2008                                     |